# Liste der Monuments historiques in Clayeures
Die Liste der Monuments historiques in Clayeures führt die Monuments historiques in der französischen Gemeinde Clayeures auf.

## Liste der Objekte
| Bezeichnung | Beschreibung                                                                        | Standort                       | Kennzeichnung | Schutzstatus | Datum | Bild |
| ----------- | ----------------------------------------------------------------------------------- | ------------------------------ | ------------- | ------------ | ----- | ---- |
| Hauptaltar  | Altartisch, Altaraufbau und Tabernakel; Marmor, erstes Drittel des 19. Jahrhunderts | in der Kirche St-Martin (Lage) | PM54001462    | Classé       | 1983  |      |